# Mnaseas
Mnaseas is een geslacht van vlinders van de familie dikkopjes (Hesperiidae), uit de onderfamilie Hesperiinae.

## Soorten
- M. bias (Plötz, 1882)
- M. bicolor (Mabille, 1889)